# The 2nd Law Tour

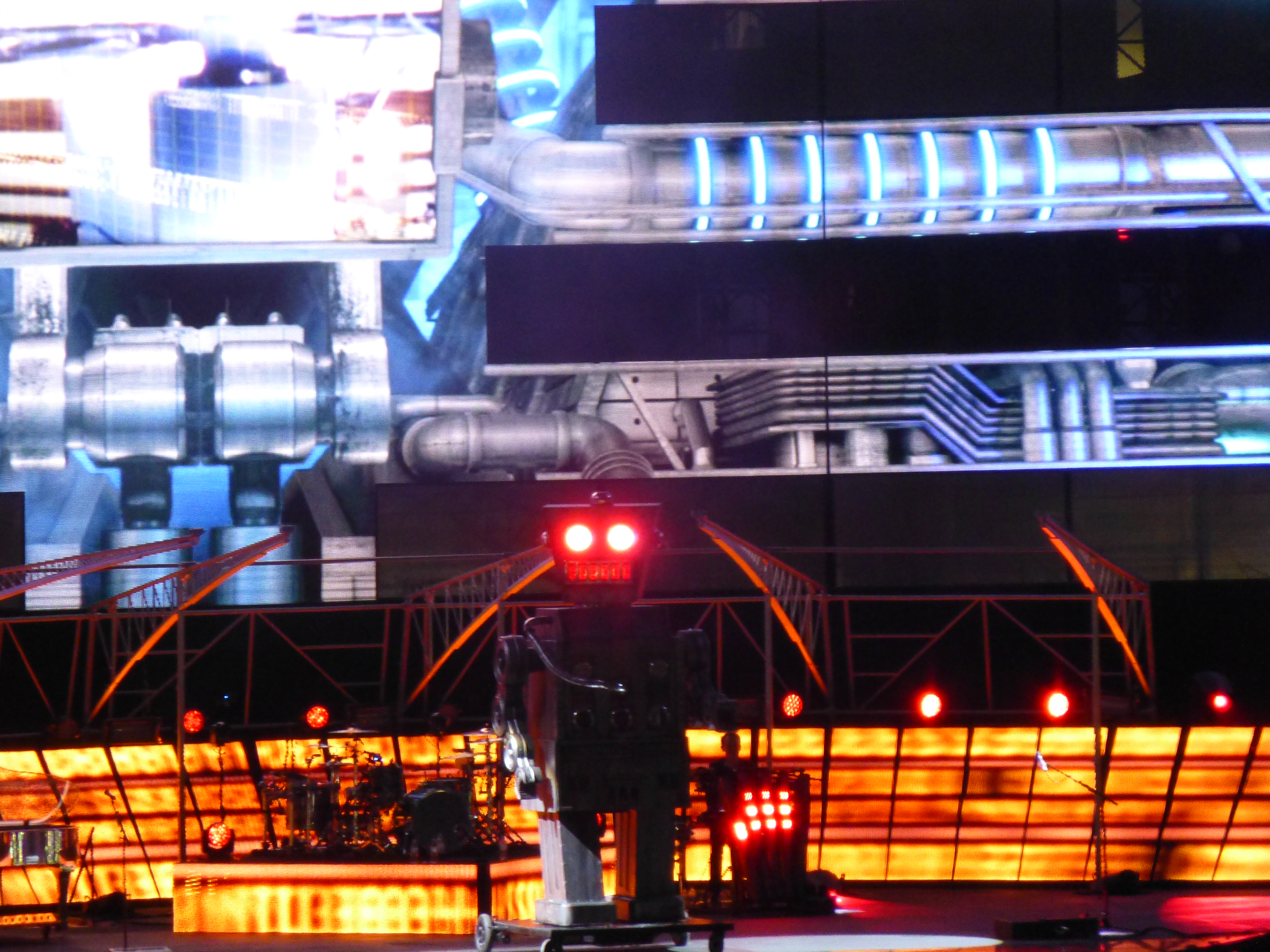
Charles tijdens het nummer The 2nd Law: Unsustainable.

The 2nd Law Tour is een concerttournee van de Britse rockband Muse ter ondersteuning van het zesde studioalbum The 2nd Law. De tour werd op 7 juni aangekondigd, en de kaartverkoop begon op 14 juni 2012. Daarvoor was er ook een speciale voorverkoop voor leden van de site van Muse. Op 23 september 2012 werden nog twee nieuwe concerten voor Europa toegevoegd, en kwamen er extra kaarten in de verkoop.

## Podium en show

### The 2nd Law World Tour
De concerten die van 16 oktober 2012 tot 26 april 2013 werden gegeven vallen onder de naam The 2nd Law World Tour.
- Veel gebruik van verlichting tijdens de intro van de show onder het nummer The 2nd Law: Unsustainable.
- Een enorme omgekeerde piramide met LED-schermen kwam naar beneden als een UFO. Deze piramide "eet" de band aan het eind van de show op.
- De drummer van de band, Dominic Howard, werd weergegeven op de piramide tijdens Uprising omdat deze zich dan binnen de piramide bevindt.
- De zanger van de band, Matthew Bellamy, droeg tijdens het nummer Madness een bril met ingebouwde schermen die de tekst van het nummer weergeven.
- Aan het eind van de show werd een roulette op de piramide weergegeven. Deze bepaalde of het nummer New Born of Stockholm Syndrome werd gespeeld. Het kwam in enkele gevallen voor dat het balletje terechtkwam in het groene vak. In dat geval vroeg Bellamy aan het publiek welk nummer ze wilden horen.

### The Unsustainable Tour
De concerten die worden gegeven in stadions tijdens de zomer vallen onder de naam The Unsustainable Tour.
- Een nieuw podium werd in gebruik genomen. Het gebogen podium is helemaal bedekt met schermen. Matthew Bellamy heeft het de naam Power Station gegeven.
- Er zijn nieuwe visuals voor bepaalde nummers. Zo bevat Panic Station dansende politici.
- Bovenaan het podium zijn zes schoorstenen geplaatst, deze worden gebruikt voor pyrotechniek.
- Tijdens het nummer Blackout is een zwevende lamp met daaronder een acrobaat te zien.
- Speciale Muse-bankbiljetten worden de lucht ingeschoten tijdens het einde van Animals. Deze zijn in te wisselen bij de Bank of Muse, een speciaal ingerichte website waar extra's zijn vrij te spelen.
- Een robot (genaamd Charles) is te zien op het podium tijdens The 2nd Law: Unsustainable.
- Tijdens Animals en Feeling Good zijn er twee verschillende acteurs te zien. Bij Animals overlijdt een bankier, een benzine-drinkende actrice is aan het eind van Feeling Good te zien.

## Setlist
De setlists die gespeeld werden tijdens de The 2nd Law World Tour draaien allemaal om hetzelfde idee: als Hysteria als derde nummer werd gespeeld, was als afsluiter Stockholm Syndrome te horen. De sluiter van het eerste encore zal dan Knights of Cydonia zijn, en de sluiter van het tweede encore Survival. Als het derde nummer Map of the Problematique was, dan sloot New Born het officiële concert af, en Knights of Cydonia en Survival werden verwisseld. Meestal werd er in elke show een nummer van het album Showbiz gespeeld. Deze was meestal te horen in het midden van het concert.
In latere concerten, die gespeeld werden in de Verenigde Staten, werd Knights of Cydonia verplaatst naar het midden van het concert. Sinds 10 maart 2013 begonnen de concerten met The 2nd Law: Isolated System in plaats van The 2nd Law: Unsustainable. Alleen tijdens het concert op 26 juli 2013 in Quebec was dit niet het geval.
Het concert wat de band op 6 juli 2013 in het Olympisch Stadion van Rome gaf werd opgenomen voor een dvd en blu-ray welke eind 2013 moet uitkomen.

### Europese arena's
1. The 2nd Law: Unsustainable
2. Supremacy
3. Map of the Problematique
4. Supermassive Black Hole
5. Panic Station
6. Resistance
7. Animals
8. Monty Jam
9. Explorers
10. Falling Down
11. Host
12. Time Is Running Out
13. Liquid State
14. Madness
15. Follow Me
16. Undisclosed Desires
17. Plug In Baby
18. Knights of Cydonia
19. New Born

Encore:
1. The 2nd Law: Isolated System
2. Uprising
3. Survival

Tweede encore:
1. Starlight
2. Knights of Cydonia

### Gemiddelde setlist in de Verenigde Staten
1. The 2nd Law: Unsustainable
2. Supremacy
3. Supermassive Black Hole
4. Panic Station
5. Hysteria
6. Resistance
7. Animals
8. Explorers
9. Liquid State
10. Time Is Running Out
11. Knights of Cydonia
12. Madness
13. Plug In Baby
14. Undisclosed Desires
15. The 2nd Law: Isolated System
16. Stockholm Syndrome

Encore:
1. Uprising
2. Starlight
3. Survival

### Europese stadions
1. The 2nd Law: Unsustainable (fragment)
2. Supremacy
3. Supermassive Black Hole
4. Panic Station
5. Bliss
6. Resistance
7. Animals
8. Knights of Cydonia
9. Dracula Mountain
10. Hysteria
11. Sunburn
12. Monty Jam
13. Feeling Good
14. Follow Me
15. Liquid State
16. Madness
17. Time Is Running Out
18. Stockholm Syndrome of New Born

Tweede podium:
1. Unintended
2. Blackout
3. Guiding Light
4. Undisclosed Desires

Encore:
1. The 2nd Law: Unsustainable
2. Plug In Baby
3. Survival (single)

Tweede encore:
1. The 2nd Law: Isolated System
2. Uprising
3. Starlight

### Olympisch Stadion van Rome
1. The 2nd Law: Unsustainable (fragment)
2. Supremacy
3. Panic Station
4. Plug In Baby
5. Map of the Problematique
6. Resistance
7. Animals
8. Knights of Cydonia
9. Dracula Mountain
10. Explorers
11. Hysteria
12. Monty Jam
13. Feeling Good
14. Follow Me
15. Liquid State
16. Madness
17. Time Is Running Out
18. Stockholm Syndrome

Tweede podium:
1. Unintended
2. Guiding Light
3. Blackout
4. Undisclosed Desires

Encore:
1. The 2nd Law: Unsustainable
2. Supermassive Black Hole
3. Survival (single)

Tweede encore:
1. The 2nd Law: Isolated System
2. Uprising
3. Starlight

## Gespeelde nummers
Showbiz
- Sunburn
- Falling Down
- Unintended

Origin of Symmetry
- New Born
- Bliss
- Hyper Music
- Plug In Baby
- Micro Cuts
- Feeling Good

Absolution
- Time Is Running Out
- Stockholm Syndrome
- Hysteria
- Blackout
- Ruled by Secrecy

Black Holes and Revelations
- Starlight
- Supermassive Black Hole
- Map of the Problematique
- Knights of Cydonia

The Resistance
- Uprising
- Resistance
- Undisclosed Desires
- United States of Eurasia
- Guiding Light
- Unnatural Selection
- Exogenesis: Symphony, Part 3 (Redemption)

The 2nd Law
- Supremacy
- Madness
- Panic Station
- Survival
- Follow Me
- Animals
- Explorers
- Save Me
- Liquid State
- The 2nd Law: Unsustainable
- The 2nd Law: Isolated System

Random 1-8
- Host
- Agitated
- Yes Please

Dead Star/In Your World
- Dead Star
- Can't Take My Eyes Off You
- Futurism

Sing for Absolution
- Fury

Neutron Star Collision (Love Is Forever)
- Neutron Star Collision (Love Is Forever)

Covers
- Sign “☮” the Times (Prince)
- Lithium (Nirvana)

## Supportacts

### 2012
- The Joy Formidable: 16 oktober tot 1 november
- Everything Everything: 3 tot 23 november
- Deap Vally: 10 tot 15 december
- Andy Burrows: 17 tot 19 december

### 2013
- Band of Skulls: 21 januari tot 6 februari
- The Vaccines: 18 februari
- Dead Sara: 22 februari tot 17 maart, 19 april tot 24 april
- Biffy Clyro: 9 tot 16 april, 4 juni, 22 juni, 26 juni, 29 juni, 14 juli
- Circa Survive: 13 april
- We Are Wolves: 26 april
- Dizzee Rascal: 22 mei tot 1 juni, 22 juni
- Bastille: 22 mei, 25 mei, 1 juni tot 4 juni
- The 1975: 26 mei
- We Are the Ocean: 10 juni, 15 juni, 28 juni, 6 juni
- Arcane Roots: 15 juni, 28 juni, 6 juli
- Balthazar: 18 juni
- SX: 18 juni
- Paramore: 21 juni
- Fun.: 21 juni
- Skip the Use: 26 juni
- Calibro 35: 29 juni
- Deaf Havana: 12 juli
- Cage the Elephant: 3 september tot 19 september

## Varia
- De optredens die de band zou geven in Noorwegen en Zweden van 5 december tot 7 december 2012 werden geannuleerd omdat Matthew Bellamy zijn voet had gebroken.
- Op 15 april 2013 werd een gitaarversie van Star Spangled Banner gespeeld in de Madison Square Garden. Dit om de slachtoffers van de bomaanslagen in Boston te herdenken.
- Op 28 juli 2013 werden in het Olympiastadion van Helsinki de nummers Agitated en Yes Please gespeeld, deze zijn respectievelijk niet meer gespeeld sinds 2001 en 2000.[3]